# Warlords III: Reign of Heroes
Warlords III: Reign of Heroes est un jeu vidéo de stratégie au tour par tour (STT) développé par SSG et publié sur PC par Red Orb Entertainment le 3 juillet 1997 aux États-Unis. Il est le troisième épisode de la série Warlords dont le premier volet est sorti en 1989. Le jeu se déroule dans un monde médiéval-fantastique appelé Etheria. Le jeu se distingue de ses prédécesseurs en incorporant des éléments de jeu vidéo de rôle, le joueur pouvant créer des héros pouvant gagner de l’expérience et apprendre des sorts.

## Trame
Le jeu se déroule dans le monde médiéval-fantastique d’Etheria déjà développé dans les deux premiers opus de la série Warlords.

## Système de jeu
Comme ses deux prédécesseur, Warlords III: Reign of Heroes est un jeu vidéo de stratégie au tour par tour dans lequel le joueur lutte avec ses adversaires pour le contrôle de cités lui permettant de produire des ressources et de recruter des troupes.  Les combats ne sont toujours pas interactifs et sont résolus automatiquement par l’ordinateur en fonction des forces en présence et des bonus s’appliquant à chaque armée. Warlords III se distingue néanmoins de ses prédécesseurs en incorporant des éléments de jeu vidéo de rôle, le joueur pouvant recruter des héros. Ces combattants spécialisé sont plus forts que les unités de base et font également profiter de bonus aux troupes qu'ils dirigent. Certains héros disposent de pouvoirs magiques pouvant parfois renverser un combat. Les héros peuvent  en plus gagner de l’expérience, leur permettant de devenir plus fort au fur et à mesure des combats,

### Interface
L’écran de jeu est divisé en trois parties. En haut à droite se trouve une carte générale du monde permettant d’observer le niveau de développement  des ennemis et de se déplacer facilement d’un lieu à un autre. En dessous de cette carte se trouvent les icônes permettant d’accèder a différentes fenêtres d’informations concernant les villes et les armées du joueur. Enfin, la majeure partie de l’écran est dédiée à une vue détaillé d’une portion du monde sur laquelle le joueur  peut déplacer ses troupes.

### Modes de jeux
Plusieurs modes de jeu sont disponibles dans Warlords III: Reign of Heroes. Le joueur peut ainsi tenter de terminer la campagne du jeu ou lutter contre des adversaires contrôlés par l’ordinateur dans un scénarios généré aléatoirement.  Il est également possible de jouer à plusieurs en réseau, par modem, par e-mail ou sur un des serveurs Internet.

## Versions
Une version gold de Warlords III est publié le 31 août 1998 par Red Orb Entertainment. Celle-ci est basée sur le même moteur graphique et le même système de jeu que Reign of Heroes mais inclus de nouvelles campagnes, de nouveaux scénarios, de nouvelles unités, de nouveaux héros et de nouveaux sorts ainsi qu'un éditeur de campagnes et de scénarios,.

## Accueil

### Warlords III: Reign of Heroes
| Warlords III: Reign of Heroes |      |       |
| Média                         | Nat. | Notes |
| Computer Gaming World         | US   | 5/5   |
| Cyber Stratège                | FR   | 80 %  |
| GameSpot                      | US   | 86 %  |
| Gen4                          | FR   | 3/6   |
| Joystick                      | FR   | 78 %  |
| PC Jeux                       | FR   | 75 %  |

### Warlords III: Darklords Rising
| Warlords III: Darklords Rising |      |       |
| Média                          | Nat. | Notes |
| AllGame                        | US   | 90 %  |
| Computer Gaming World          | US   | 3,5/5 |
| GameSpot                       | US   | 89 %  |
| Gamezilla                      | US   | 85 %  |
| Gen4                           | FR   | 3/6   |
| IGN                            | US   | 80 %  |
| Joystick                       | FR   | 73 %  |

## Postérité
Le jeu a fait l'objet d’une suite - baptisée Warlords IV: Heroes of Etheria et développé par Infinite Interactive – qui est publié par Ubisoft le 21 octobre 2003.
Une série de jeux de stratégie en temps réel inspiré de l'univers du jeu – baptisé Warlords Battlecry - a également été publié à partir de 2000.